# Casas de Don Pedro
Pour les articles homonymes, voir Casas.
Casas de Don Pedro est une commune d’Espagne, dans la province de Badajoz, communauté autonome d'Estrémadure.